# 'Til You Can’t
«'Til You Can’t» — песня американского кантри-певца Коди Джонсона, вышедшая в качестве лид-сингла из восьмого студийного альбома Ламберт Human: The Double Album (2021). Песня была написана Беном Стеннисом и Мэттом Роджерсом и спродюсирована Трентом Уиллмоном.
Сингл достиг первого места в кантри-чарте Hot Country Songs, став его первым чарттоппером, а также была сертифицирована в 2-кр. платиновом статусе.
9 ноября 2022 года песня получила награду «Сингл года» на церемонии Country Music Association Awards, а его видео получило награду в категории «Видео года». Также 2 апреля 2023 года видео выиграло награду CMT Music Awards в категории «CMT performance of the year» за вступление на церемонии 2022 CMT Music Awards.

## История
В пресс-релизе Джонсон заявил, что песня несёт в себе идею «оптимизма и сосредоточенности на настойчивости», говоря: «В нашем сегодняшнем мире нам не помешало бы больше позитива». Джонсон сказал, что его команда приняла единогласное решение выпустить «Til You Can’t» в качестве ведущего сингла из альбома. Судя по откликам, которые он получает в прямом эфире и на кантри-радио, он знает, что они сделали правильный выбор. «Til You Can’t» — гимноподобная и вдохновляющая мощная песня. Это один из немногих треков в альбоме, который Джонсон не написал сам, но он понял, что хочет быть его частью, когда услышал текст.

## Музыкальное видео
Музыкальное видео было выпущено 15 октября 2021 года. Оно включает в себя сцены «рыбалки, восстановления классических автомобилей, семейных ужинов», перемежающиеся кадрами, на которых «Джонсон исполняет зажигательное сольное исполнение песни». Джонсон сказал: «Мне нравится сюжетная линия в видео. Вы думаете, что она идёт в одном направлении, а затем внезапно удивляетесь повороту событий. Когда мне прислали черновой монтаж видео, это было так мощно, что у меня на глаза навернулись слезы. Это представило в перспективе песню, которую я пел в течение нескольких месяцев».
И хотя одной песни достаточно, чтобы пробудить эмоции, музыкальное видео даже подняло их на ступеньку выше, превратив пронзительную балладу в настоящую слезоточивую. В outsider.com оценили кинематографию и локации в этом видео великолепными и они действительно поднимают смысл всей песни. Клейтон Эдвардс считает, что главное послание песни «Живите полной жизнью и любите всем сердцем, потому что в один из этих дней у вас не будет времени. Конец приходит для всех нас, и он даже не делает вид, что его волнует то, что вы запланировали».

## Коммерческий успех
«'Til You Can’t» дебютировал на 42-м месте в хит-параде Billboard Hot Country Songs в дату 26 июня 2021 года. После выхода альбома сингл поднялся на 24-е место в дату 23 октября 2021 года.

## Концертные исполнения
В начале января 2022 года Джонсон исполнил «Til You Can’t» на шоу Келли Кларксон, что ещё больше увеличило популярность песни.

## Чарты
| Чарт (2021—2022)                    | Высшая позиция |
| ----------------------------------- | -------------- |
| Канада (Billboard Canadian Hot 100) | 26             |
| Канада (Billboard Country)          | 1              |
| Мир (Billboard Global 200)          | 141            |
| США (Billboard Hot 100)             | 18             |
| США (Billboard Country Airplay)     | 1              |
| США (Billboard Hot Country Songs)   | 1              |

| Чарт (2022)                        | Позиция |
| ---------------------------------- | ------- |
| Канада (Canadian Hot 100)          | 82      |
| США (Billboard Hot 100)            | 34      |
| США (Country Airplay, Billboard)   | 3       |
| США (Hot Country Songs, Billboard) | 3       |

## Сертификации
| Регион                                                                      | Сертификация  | Продажи   |
| --------------------------------------------------------------------------- | ------------- | --------- |
| Канада (Music Canada)                                                       | 3× Платиновый | 240 000   |
| США (RIAA)                                                                  | 3× Платиновый | 3 000 000 |
| Данные о продажах + прослушиваниях приведены только на основе сертификации. |               |           |

## История релиза
| Регион | Дата            | Формат                     | Лейбл                  | Ссылка |
| ------ | --------------- | -------------------------- | ---------------------- | ------ |
| Мир    | 8 октября 2021  | Цифровые загрузки стриминг | Warner Music Nashville | [ 26 ] |
| США    | 18 октября 2021 | Country radio              | Warner Music Nashville | [ 27 ] |